# Asymbius crinipes
Asymbius crinipes là một loài bọ cánh cứng trong họ Endomychidae. Loài này được Gorham miêu tả khoa học năm 1896.